# Wonderbra

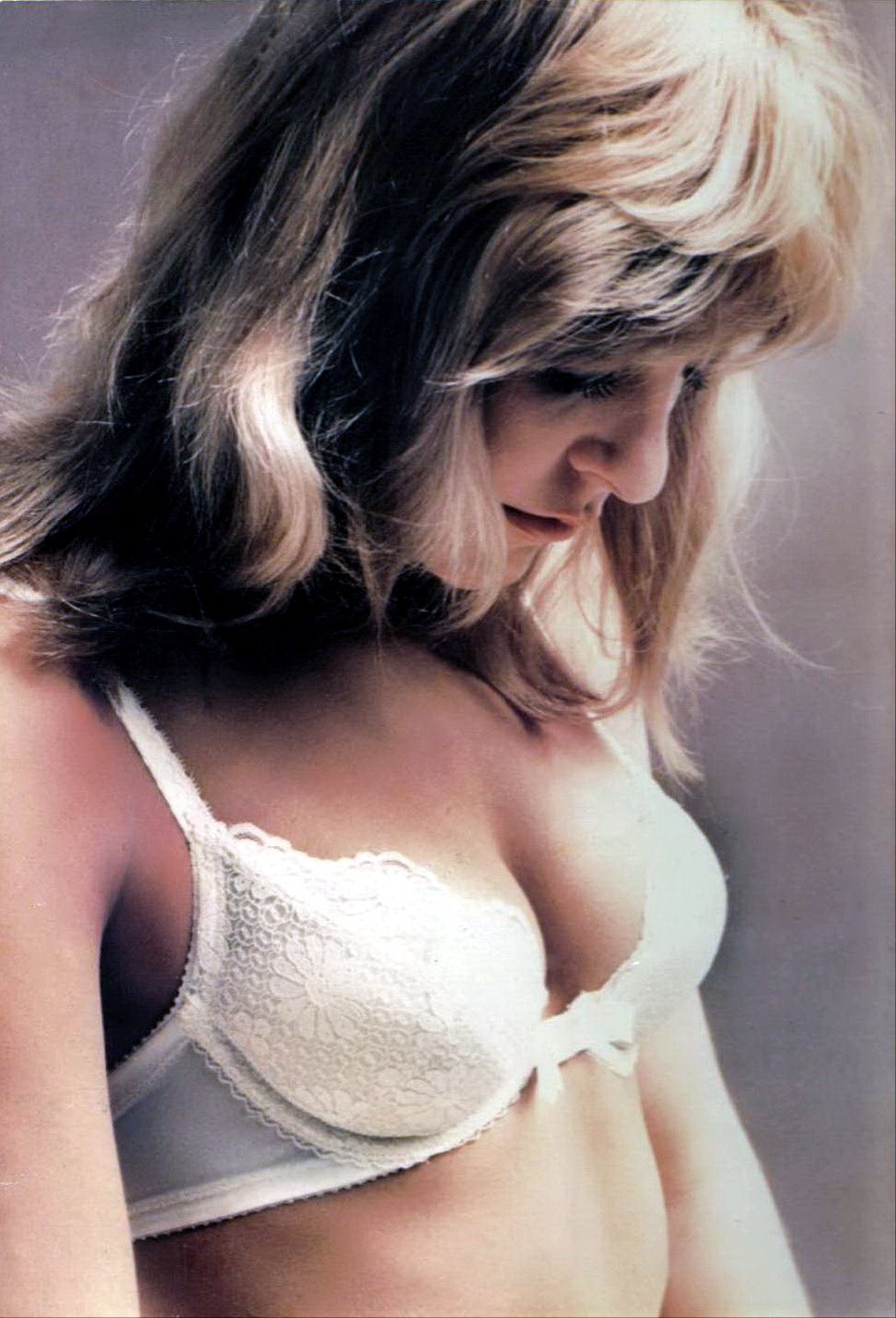
Wonderbra canadese, circa 1975

Il Wonderbra è un reggiseno che sostiene ed esalta il seno, creato nel 1961 dalla stilista canadese Louise Poirier. L'azienda nata nel 1939 prende il nome di wonderbra nel 1955.

## Storia
Il "reggiseno delle meraviglie" che magnifica il décolleté con un sistema di push-up fa il suo debutto sul mercato americano nel 1994, lanciato dal marchio Playtex, divenendo ben presto un'icona. La modella della prima campagna pubblicitaria internazionale, nel 1994, è la top model Eva Herzigova: l'immagine immortala la modella con il famoso push-up e la didascalia Hello Boys, mentre in Italia con la scritta Guardami negli occhi/ Ho detto negli occhi. La campagna ebbe un enorme successo, tanto che gli furono attribuiti incidenti stradali da uomini distratti da questa pubblicità. Nel 2011 secondo un sondaggio è stata eletta come la pubblicità più efficace di sempre. Tra le tante modelle che sono state testimonial per Wonderbra vi sono Adriana Sklenaříková, Inna Zobove, Dita von Teese, Miranda Kerr e molte altre.

## Testimonial
- Eva Herzigová - (1994)
- Madison Michele - (1995)
- Sarah O'Hare - (1997)
- Adriana Sklenaříková - (1998-2000 e 2013)
- Magdalena Wróbel - (2000)
- Inna Zobova - (2002-2006)
- Nadja Auermann - (2003)
- Maja Latinović - (2004)
- Dita von Teese - (2008-2014)
- Linda Vojtová - (2010)
- Adriana Cernanova - (2012)
- Miranda Kerr - (2014-2015)
- Solveig Mork Hansen - (2015)